# Sybax impressicollis
Sybax impressicollis är en skalbaggsart som beskrevs av Karl Henrik Boheman 1857. Sybax impressicollis ingår i släktet Sybax och familjen Aphodiidae. Inga underarter finns listade i Catalogue of Life.